# حالتی تبریزی
قاسم‌بیگ حالتی ترکمان تبریزی/قزوینی همچنین شناخته‌شده به حالتیِ ترکمان (؟ - ۱۵۹۲م) شاعر ایرانی ترکمن‌تبار در سدهٔ شانزدهم م/ دهم هـ بود.

## زندگی
زادگاه و زادروز او نامعلوم است یا دقیقاً مشخص نیست. از تبار ترکمن بود و در قزوین و تهران سکونت داشت و در قزوین به تدریس پرداخت. شهرت درباری قاسم‌بیگ در زمان حکومت شاه طهماسب اول و و شاه عباس اول درخشید. او در غزل و رباعی اشعاری سرود و نویسنده‌ای معاصر او، صادقی کتابدار در تذکرهٔ مجمع الخواص از دیوان حالتی تبریزی یاد کرده‌است.

حالتی در سال ۱۵۹۲م/ ۱۰۰۰ق درگذشت، ماده‌تاریخ آن:
| حالتی چون ز جهان بیرون شد |  | دیده‌ها در غم او جیحون شد  |
| خلق بودند پی تاریخش       |  | هاتفی گفت که: دل‌ها خون شد |

## آثار
یک نسخهٔ خطی از دیوان حالتی در کتابخانه ملی ایران موجود است.